# Cyanopterus konowii
Cyanopterus konowii är en stekelart som först beskrevs av Marshall 1897.  Cyanopterus konowii ingår i släktet Cyanopterus och familjen bracksteklar. Inga underarter finns listade i Catalogue of Life.